# Степное (Черноморский район)
Степно́е (ранее 2-е отделение совхоза; укр. Степне, крымскотат. Stepnoye, Степное) — исчезнувшее село в Черноморском районе Республики Крым, располагавшееся на северо-востоке района, в степной части Крыма, у границы с Раздольненским районом, примерно в 4,5 километрах севернее современного села Задорное.

## История
Впервые поселение на месте Степного в доступных исторических документах встречается на двухкилометровке РККА 1942 года, обозначенное, как 2-е отделение совхоза, в послевоенное время называвшегося «Дальний». Время присвоения селу современного названия пока не установлено. С 25 июня 1946 года селение в составе Крымской области РСФСР. 26 апреля 1954 года Крымская область была передана из состава РСФСР в состав УССР. С начала 1950-х годов, в ходе второй волны переселения (в свете постановления № ГОКО-6372с «О переселении колхозников в районы Крыма»), в Черноморский район приезжали переселенцы из различных областей Украины. Время включения в состав Кировского сельсовета пока не установлено: на 15 июня 1960 года село уже числилось в его составе. Ликвидировано между 1968 годом, когда сёло ещё числились в составе поселения и 1977 годом, когда Степное уже значится в списках упразднённых, как село Кировского сельсовета.